# Spectriforma spinulifera
Spectriforma spinulifera är en insektsart som beskrevs av Kenneth Hedley Lewis Key 1977. Spectriforma spinulifera ingår i släktet Spectriforma och familjen Morabidae. Inga underarter finns listade i Catalogue of Life.